# Les brunes comptent pas pour des prunes
Singles de Lio
Tétèoù ?
(1984) Fallait pas commencer
(1986)
Les brunes comptent pas pour des prunes est un single musical de Lio sorti en 1986. La chanson est écrite par Jacques Duvall, composée par Marc Moulin et produite par Alain Chamfort.

## Classement
| Classement (1986) | Meilleure position |
| ----------------- | ------------------ |
| France (SNEP)     | 10                 |